# تاداو كوباياشي
تاداو كوباياشي (小林 忠生) (ولد 7 يوليو 1930) هو لاعب كرة قدم ياباني شارك في دورة الألعاب الأولمبية الصيفية عام 1956 في ملبورن.

## روابط خارجية
1. ↑  "Tadao Kobayashi Biography and Statistics". Sports Reference. مؤرشف من الأصل في 2018-05-27. اطلع عليه بتاريخ 2009-08-21.

- تاداو كوباياشي على موقع ناشيونال فوتبول تيمز (الإنجليزية)
- تاداو كوباياشي على موقع عالم كرة القدم.نت (الإنجليزية)
- تاداو كوباياشي على موقع أوليمبيديا (الإنجليزية)